# Kryształowy Globus
Kryształowy Globus (cz. Křišťálový glóbus) – główna nagroda przyznawana przez jury Międzynarodowego Festiwalu Filmowego w Karlowych Warach dla najlepszego filmu w konkursie głównym.

## Historia nagrody
Nagroda przyznawana jest od 1948, chociaż nosiła różne nazwy od początku istnienia imprezy. W czasie trzeciej edycji festiwalu (podczas dwóch pierwszych nagród nie przyznawano) nazywała się po prostu Wielką Nagrodą Międzynarodową, później przez kolejne dziesięciolecia funkcjonowała jako Grand Prix. Nazwa Kryształowy Globus funkcjonuje od 1986.

## Statystyki
Najwięcej filmów nagrodzonych Kryształowym Globusem pochodziło z ZSRR (13). Zaledwie trzykrotnie reżyserami filmów wyróżnionych główną nagrodą były kobiety: Laurie Collyer, Kristina Grozewa i Sadaf Foroughi.
Jak dotychczas dwóch reżyserów uhonorowano Kryształowym Globusem dwukrotnie. Byli to radzieccy twórcy filmowi:
- Micheil Cziaureli – nagrody za filmy Upadek Berlina (1950) i Niezapomniany rok 1919 (1952);
- Siergiej Gierasimow – za filmy Cichy Don (1958) i Lew Tołstoj (1984).

Polscy twórcy filmowi dwukrotnie sięgali w Karlowych Warach po Kryształowy Globus. Byli to: Wanda Jakubowska za film Ostatni etap (1948) oraz Krzysztof Krauze za film Mój Nikifor (2005).
Zestawienie państw, których filmy zdobyły Kryształowy Globus (stan na październik 2024), przedstawia się następująco:
| Państwo           | Kryształowy Globus |
| ----------------- | ------------------ |
| ZSRR              | 13                 |
| Czechosłowacja    | 3                  |
| Czechy            | 3                  |
| Francja           | 3                  |
| Stany Zjednoczone | 3                  |
| Belgia            | 2                  |
| Bułgaria          | 2                  |
| Hiszpania         | 2                  |
| Izrael            | 2                  |
| Polska            | 2                  |
| Węgry             | 2                  |
| Wielka Brytania   | 2                  |
| Włochy            | 2                  |
| Australia         | 1                  |
| Brazylia          | 1                  |
| Chiny             | 1                  |
| Dania             | 1                  |
| Gruzja            | 1                  |
| Indie             | 1                  |
| Iran              | 1                  |
| Islandia          | 1                  |
| Japonia           | 1                  |
| Kanada            | 1                  |
| Kuba              | 1                  |
| Norwegia          | 1                  |
| NRD               | 1                  |
| Rosja             | 1                  |
| Rumunia           | 1                  |
| Serbia            | 1                  |

## Laureaci Kryształowego Globusa
Następujące filmy zdobyły główną nagrodę w konkursie głównym festiwalu:
| Rok  | Tytuł | Reżyseria                             | Kraj pochodzenia          |
| ---- | --- | ------------------------------------- | ------------------------- |
| 1948 | Ostatni etap | Wanda Jakubowska                      | Polska*                   |
| 1949 | Bitwa stalingradzka (Сталинградская битва / Stalingradskaja bitwa)                                                                | Władimir Pietrow                      | ZSRR*                     |
| 1950 | Upadek Berlina (Падение Берлина / Padienije Bierlina)                                                                             | Micheil Cziaureli                     | ZSRR                      |
| 1951 | Kawaler Złotej Gwiazdy (Кавалер Золотой Звезды / Kawalier Zołotoj Zwiezdy)                                                        | Julij Rajzman                         | ZSRR                      |
| 1952 | Niezapomniany rok 1919 (Незабываемый 1919 год / Niezabywajemyj 1919 god)                                                          | Micheil Cziaureli                     | ZSRR                      |
| 1954 | Sól ziemi (Salt of the Earth) Dygnitarz na tratwie (Верные друзья / Wiernyje druzja)                                              | Herbert J. Biberman Michaił Kałatozow | Stany Zjednoczone* · ZSRR |
| 1956 | Gdyby wszyscy ludzie dobrej woli… (Si tous les gars du monde…)                                                                    | Christian-Jaque                       | Francja*                  |
| 1957 | Łapać złodzieja (जागते रहो / Jagte Raho)                                                                                             | Amit Mitra i Sombhu Mitra             | Indie*                    |
| 1958 | Cichy Don (Тихий Дон / Tichij Don) Przeklęci bracia (異母兄弟 / Ibo kyoudai)                                                      | Siergiej Gierasimow Miyoji Ieki       | ZSRR · Japonia*           |
| 1960 | Sierioża (Серёжа) | Gieorgij Danelija i Igor Tałankin     | ZSRR                      |
| 1962 | Dziewięć dni jednego roku (Девять дней одного года / Diewiat' dniej odnogo goda)                                                  | Michaił Romm                          | ZSRR                      |
| 1964 | Oskarżony (Obžalovaný) | Ján Kadár i Elmar Klos                | Czechosłowacja*           |
| 1966 | Nagrody nie przyznano. | Nagrody nie przyznano.                | Nagrody nie przyznano.    |
| 1968 | Kapryśne lato (Rozmarné léto) | Jiří Menzel                           | Czechosłowacja            |
| 1970 | Kes | Ken Loach                             | Wielka Brytania*          |
| 1972 | Ujarzmienie ognia (Укрощение огня / Ukroszczenije ognia)                                                                          | Daniił Chrabrowicki                   | ZSRR                      |
| 1974 | Romanca o zakochanych (Романс о влюблённых / Romans o wliublionnych)                                                              | Andriej Konczałowski                  | ZSRR                      |
| 1976 | Kantata o Chile (Cantata de Chile)                                                                                                | Humberto Solás                        | Kuba*                     |
| 1978 | Biały Bim Czarne Ucho (Белый Бим Чёрное ухо / Biełyj Bim - Czornoje ucho) Cienie gorącego lata (Stíny horkého léta)               | Stanisław Rostocki František Vláčil   | ZSRR · Czechosłowacja     |
| 1980 | Narzeczona (Die Verlobte) | Günter Reisch i Günther Rücker        | NRD*                      |
| 1982 | Czerwone dzwony - Meksyk w ogniu (Красные колокола. Фильм 1. Мексика в огне / Krasnyje kołokoła, film pierwyj - Mieksika w ognie) | Siergiej Bondarczuk                   | ZSRR                      |
| 1984 | Lew Tołstoj (Лев Толстой) | Siergiej Gierasimow                   | ZSRR                      |
| 1986 | A Street to Die | Bill Bennett                          | Australia*                |
| 1988 | Miasteczko Hibiskus (芙蓉镇 / Fu rong zhen)                                                                                       | Xie Jin                               | Chiny*                    |
| 1992 | Krapatchouk | Enrique Gabriel                       | Francja                   |
| 1994 | Moja bratnia dusza (Mi hermano del alma)                                                                                          | Mariano Barroso                       | Hiszpania*                |
| 1995 | Jazda (Jízda) | Jan Svěrák                            | Czechy*                   |
| 1996 | Jeniec Kaukazu (Кавказский пленник / Kawkazskij pliennik)                                                                         | Siergiej Bodrow starszy               | Rosja*                    |
| 1997 | Różowe lata (Ma vie en rose) | Alain Berliner                        | Belgia*                   |
| 1998 | Serce na dłoni (Le coeur au poing)                                                                                                | Charles Binamé                        | Kanada*                   |
| 1999 | Jana i przyjaciele (החברים של יאנה / Ha-chaverim shel Yana)                                                                       | Arik Kaplun                           | Izrael*                   |
| 2000 | Ja, ty, oni (Eu Tu Eles) | Andrucha Waddington                   | Brazylia*                 |
| 2001 | Amelia (Le fabuleux destin d'Amélie Poulain)                                                                                      | Jean-Pierre Jeunet                    | Francja                   |
| 2002 | Rok diabła (Rok ďábla) | Petr Zelenka                          | Czechy                    |
| 2003 | Okna (La finestra di fronte) | Ferzan Özpetek                        | Włochy*                   |
| 2004 | Skradzione dzieciństwo (Certi bambini)                                                                                            | Andrea Frazzi i Antonio Frazzi        | Włochy                    |
| 2005 | Mój Nikifor | Krzysztof Krauze                      | Polska                    |
| 2006 | Sherry (Sherrybaby) | Laurie Collyer                        | Stany Zjednoczone         |
| 2007 | Bagno (Mýrin) | Baltasar Kormákur                     | Islandia*                 |
| 2008 | Strasznie szczęśliwi (Frygtelig lykkelig)                                                                                         | Henrik Ruben Genz                     | Dania*                    |
| 2009 | Anioł nad morzem (Un ange à la mer)                                                                                               | Frédéric Dumont                       | Belgia                    |
| 2010 | Moskitiera (La mosquitera) | Agustí Vila                           | Hiszpania                 |
| 2011 | Konserwator (בוקר טוב אדון פידלמן / Boker tov adon fidelman)                                                                      | Josi Madmoni                          | Izrael                    |
| 2012 | Mężczyzna prawie idealny (Mer eller mindre mann)                                                                                  | Martin Lund                           | Norwegia*                 |
| 2013 | Duży zeszyt (A nagy füzet) | János Szász                           | Węgry*                    |
| 2014 | Wyspa kukurydzy (სიმინდის კუნძული / Simindis kundzuli)                                                                            | Giorgi Owaszwili                      | Gruzja*                   |
| 2015 | Bob i jego drzewa (Bob and the Trees)                                                                                             | Diego Ongaro                          | Stany Zjednoczone         |
| 2016 | To nie są najlepsze dni mojego życia (Ernelláék Farkaséknál)                                                                      | Szabolcs Hajdu                        | Węgry                     |
| 2017 | Mały krzyżowiec (Křižáček) | Václav Kadrnka                        | Czechy                    |
| 2018 | Nie obchodzi mnie, czy przejdziemy do historii jako barbarzyńcy (Îmi este indiferent dacă în istorie vom intra ca barbari)        | Radu Jude                             | Rumunia*                  |
| 2019 | Ojciec (Бащата / Bashtata) | Kristina Grozewa i Petyr Wyłczanow    | Bułgaria*                 |
| 2020 | Festiwal nie odbył się. | Festiwal nie odbył się.               | Festiwal nie odbył się.   |
| 2021 | Dopóki mogę iść (Страхиња Бановић / Strahinja Banović)                                                                            | Stefan Arsenijević                    | Serbia*                   |
| 2022 | Lato z nadzieją (تابستان با امید / Tabestan Ba Omid)                                                                              | Sadaf Foroughi                        | Iran*                     |
| 2023 | Lekcje Błagi (Уроците на Блага / Urotsite na Blaga)                                                                               | Stefan Komandarew                     | Bułgaria                  |
| 2024 | Nagłe przebłyski głębi istnienia (A Sudden Glimpse to Deeper Things)                                                              | Mark Cousins                          | Wielka Brytania           |

*Pierwsza wygrana dla danej kinematografii.